# 미국 보건의료정보관리시스템협회
미국 보건의료정보관리시스템협회(美國保健醫療情報管理-協會, Healthcare Information and Management Systems Society, HIMSS)는 의료의 질, 환자 안전, 최상의 정보기술과 경영 시스템을 사용한 비용 효율성과 접근성 면에서의 의료 개선을 전문으로 하는 미국의 비영리 단체이다. 1961년 Hospital Management Systems Society라는 이름으로 설립되었다. 본사는 시카고에 있다. 이 협회에는 80,000명의 개인, 480곳의 제공자 단체, 470곳의 비영리 파트너, 650곳의 의료 서비스 단체가 소속해 있다. (2019년 12월 기준). HIMSS는 미국 501(c)6 단체이다.

## 같이 보기
- 의료정보학
- 전자의무기록

## 참고 문헌
- “HIMSS19 - Save the Date!”. 《HIMSS19》 (영어). 2016년 2월 24일. 2019년 2월 7일에 원본 문서에서 보존된 문서. 2019년 2월 5일에 확인함.